# Водяна черепаха середземноморська
Водяна черепаха середземноморська (Mauremys leprosa) — вид черепах з роду Водяні черепахи родини Азійські прісноводні черепахи. Має 2 підвиди. Інші назви «іспанська водяна черепаха», «мавританська водяна черепаха».

## Опис
Загальна довжина карапаксу досягає 18—25 см. Спостерігається статевий диморфізм: самиці більші за самців, у них більш широка голова і короткий хвіст. Голова помірного розміру. Карапакс овальний, середнього розміру зі слабким кілем: більш сильним у молодих черепах, ніж у дорослих. Краї карапаксу можуть бути загнуті вгору. Пластрон великий.
Голова оливкова або сірувата з безліччю жовтих смуг, які починаються на шиї і доходять до очних орбіт, проходячи через тимпанічний щиток. Також на ньому розташовано неповне жовте кільце і жовта лінія, що проходить від шиї до куточка рота і продовжується уздовж краю верхньої щелепи до його кінчика. Шия, кінцівки і хвіст оливкові з жовтими смугами і цятками. Забарвлення карапаксу коливається від жовто—коричневого до оливкового з темною облямівкою та з жовтими плямами на кожному щитку. Пластрон жовтого кольору з двома великими темними плямами. Цей малюнок зникає з віком. Перемичка забарвлена на кшталт пластрона, теж з 2-ма темними плямами.

## Спосіб життя
Полюбляє різні водойми з прісною і солонуватою водою. Харчується рибою, дорослими жабами, комахами, водними безхребетними, пуголовками, водоростями, водними рослинами, падлом. Дорослі особини можуть бути канібалами. Їжу приймають як у воді, так і за її межами.
Дорослі особини люблять приймати сонячні ванни, але в разі небезпеки — ховаються під водою. Будучи спійманою черепаха кусається, або випускають смердючий «секрет» зі своїх залоз.
Північні популяції можуть впадати у сплячку взимку, тоді як південні особини можуть засинати у спеку, влітку.
Сезон парування починається ранньою весною у березні—квітні, а відкладання яєць — у травні—червні. Статева зрілість настає при довжині 11 см. Під час залицяння самці, покусують кінцівки і хвіст самиці. Після завоювання самиці, самець забирається на неї, закушує її шкіру хваткою бульдога і утримує її в такому стані у процесі спарювання. Залицяння може відбуватися на суші і у воді. У кладці 4—13 довгастих яєць розміром 25,8-40,4x18,1-34,9 мм. Інкубаційний період триває від 25 днів до 65—75 в залежності від температури і погодних умов. Немовлята мають довжину карапакса 32 мм і забарвлені яскравіше дорослих. У них 3 кіля на карапаксі. Малюки дуже полохливі і постійно намагаються сховатися в зарості рослинності.

## Поширення
Мешкає у західній частині Середземномор'я: Іспанія, Португалія та південний захід Франції; Північній Африці: від Лівії на заході до Марокко, Північно—Західній Африці: до Сенегалу, Гамбії та Нігеру і Беніну.

## Підвиди
- Mauremys leprosa leprosa
- Mauremys leprosa saharica